# Ronne Basin
Koordinaten: 74° 1′ S, 57° 53′ W
Das Ronne Basin ist ein Seebecken im Weddell-Meer vor der Lassiter-Küste des Palmerlands auf der Antarktische Halbinsel. Es liegt westlich der Smith-Halbinsel und nördlich des Filchner-Ronne-Schelfeises.
Benannt ist sie seit 1997 auf Vorschlag des Vermessungsingenieurs und Glaziologen Heinrich Hinze vom Alfred-Wegener-Institut in Anlehnung an die Benennung des benachbarten Schelfeises. Dessen Namensgeber ist neben dem deutschen Geophysiker und Polarforscher Wilhelm Filchner der US-amerikanische Polarforscher Finn Ronne (1899–1980).